# Chaetodiadema keiense
Chaetodiadema keiense is een zee-egel uit de familie Diadematidae.
De wetenschappelijke naam van de soort werd in 1939 gepubliceerd door Theodor Mortensen.